# رودريغو موليدو
رودريغو موديستو دا سيلفا موليدو (بالبرتغالية: Rodrigo Modesto da Silva Moledo‏) هو لاعب كرة قدم برازيلي في مركز الدفاع ولد في يوم 27 أكتوبر 1987 في مدينة ريو دي جانيرو في البرازيل، يلعب حالياً مع نادي باناثينايكوس في اليونان وسبق له اللعب مع نادي إنترناسيونال وميتاليسيت خاركيف وأودرا فودزيسلاف ويونياو اسبورت ويبلغ طوله 188 سم.

## روابط خارجية
- رودريغو موليدو على موقع قاعدة بيانات كرة القدم.إي يو (الإنجليزية)
- رودريغو موليدو على موقع Soccerway.com (الإنجليزية)
- رودريغو موليدو على موقع عالم كرة القدم.نت (الإنجليزية)
- رودريغو موليدو على موقع AS.com (الإسبانية)